# Plebeia
Plebeia är ett släkte av bin. Plebeia ingår i familjen långtungebin.

## Dottertaxa tillPlebeia, i alfabetisk ordning[1]
- Plebeia alvarengai
- Plebeia catamarcensis
- Plebeia cora
- Plebeia domiciliorum
- Plebeia droryana
- Plebeia emerina
- Plebeia flavocincta
- Plebeia franki
- Plebeia frontalis
- Plebeia fulvopilosa
- Plebeia goeldiana
- Plebeia intermedia
- Plebeia jatiformis
- Plebeia julianii
- Plebeia kerri
- Plebeia llorentei
- Plebeia lucii
- Plebeia malaris
- Plebeia manantlensis
- Plebeia margaritae
- Plebeia melanica
- Plebeia meridionalis
- Plebeia mexica
- Plebeia minima
- Plebeia molesta
- Plebeia mosquito
- Plebeia moureana
- Plebeia nigriceps
- Plebeia parkeri
- Plebeia peruvicola
- Plebeia phrynostoma
- Plebeia poecilochroa
- Plebeia pulchra
- Plebeia remota
- Plebeia saiqui
- Plebeia tica
- Plebeia tobagoensis
- Plebeia variicolor
- Plebeia wittmanni